# Ионный транспортёр
Ионный транспортёр — трансмембранный белок, который перемещает ионы (или небольшие молекулы) через биологическую мембрану для выполнения множества различных биологических функций, включая клеточную связь, поддержание гомеостаза, производство энергии и т. д. Существуют разные типы транспортёров, включая насосы, унипортёры, антипортёры и симпортёры. Активные транспортёры или ионные насосы — это переносчики, которые преобразуют энергию из различных источников, включая аденозинтрифосфат (АТФ), солнечный свет и другие окислительно-восстановительные реакции, в потенциальную энергию, двигая ион вверх по градиенту его концентрации. Эта потенциальная энергия может затем использоваться вторичными транспортёрами, включая транспортёры ионов и ионные каналы, для управления жизненно важными клеточными процессами, такими как синтез АТФ.
Эта статья посвящена в основном ионным транспортёрам, действующим как насосы, но транспортёры также могут перемещать молекулы посредством облегчённой диффузии. Облегчённая диффузия не требует АТФ и позволяет молекулам, которые не могут быстро диффундировать через мембрану (пассивная диффузия), диффундировать вниз по градиенту их концентрации через эти переносчики белка. Ионные транспортёры необходимы для правильного функционирования клетки, поэтому они изучаются исследователями с использованием различных методов. Ниже приведены некоторые примеры клеточной регуляции и методов исследования.

## Классификация
Суперсемейство ионных транспортёров включает в себя 12 семейств. Это разделение по семействам являются частью системы транспортной классификации (ТК), которая используется Международным союзом биохимии и молекулярной биологии; белки сгруппированы по таким характеристикам, как транспортируемые субстраты, механизм переноса, используемый источник энергии и также путем сравнения последовательностей аминокислот, составляющих каждый белок. Наиболее важным объединяющим фактором является заряженная природа субстрата, которая указывает на перенос иона, а не нейтральных частиц. Переносчики ионов существенно отличаются от ионных каналов: каналы — это поры, которые проходят через мембрану, тогда как транспортёры — это белки, которые должны менять форму, чтобы открыться, из-за этого транспортёры перемещают молекулы намного медленнее, чем это делают каналы.
Электрохимический градиент, или градиент концентрации — это разница в концентрации химической молекулы или иона в двух отдельных областях. В состоянии равновесия концентрации ионов в обеих областях будут равны, поэтому, если есть разница в концентрации, ионы будут стремиться течь «вниз» по градиенту концентрации — то есть от высокой концентрации к низкой. Ионные каналы позволяют определённым ионам, которые войдут в канал, течь вниз по градиенту их концентрации, выравнивая концентрации по обе стороны от клеточной мембраны. Ионные каналы и переносчики ионов достигают этого за счет облегчённой диффузии, которая является одним из видов пассивного транспорта. Однако только ионные транспортёры могут также осуществлять активный транспорт, который включает перемещение ионов против градиента их концентрации, используя такие источники энергии, как АТФ. Затем эти ионы могут использоваться вторичными транспортёрами или другими белками в качестве источника энергии.

### Первичные транспортёры

АТФ-синтаза использует химический (протонный) градиент для выработки АТФ

### Вторичные транспортёры

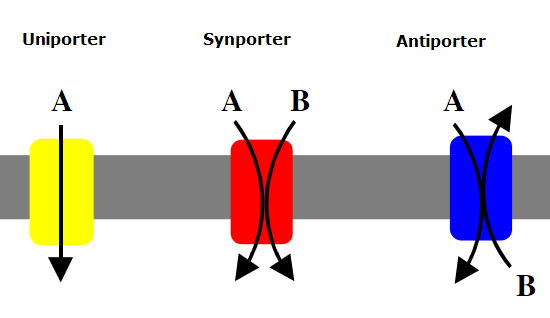